# Глобал Гейм Джам
Global Game Jam (Глобал гейм джам/джем, GGJ) е ежегоден хакатон за разработка на игри провеждан едновременно в целия свят. На всяка локация участниците се събират за 48 часа, за да разработват идеите си за игри в малки отбори. През януари 2018 г. в GGJ участват над 800 локации в 108 страни, които в създават 8606 игри.. В България гейм джам има в София, Пловдив, Варна, Бургас и Габрово.

## Теми през годините
- 2009 – „Докато се имаме един-друг, никога няма да свършат проблемите ни“
- 2010 – „Измама“[2] (плюс допълнителни конкретни теми за часови пояси, като например „Дъждът в Испания пада най-вече в равнините“)
- 2011 – „Изчезването“
- 2012 – Изображение На Уробороса.[3]
- 2013 – Звукът на сърцебиенето[4]
- 2014 – „Не виждаме нещата, каквито са, виждаме ги каквито сме ние“ [5]
- 2015 – „Какво ще правим сега?“[6]
- 2016 – „Ритуал“
- 2017 – „Вълни“
- 2018 – „Трансмисия“[7]

## Интелектуална собственост
Всички игри са създадени под свободен лиценз Криейтив Комънс некомерсиален, споделяне 3.0, и остават интелектуална собственост на създателите си.